# Musca bilineata
Musca bilineata är en tvåvingeart som först beskrevs av Charles Joseph de Villers 1789.  Musca bilineata ingår i släktet Musca, ordningen tvåvingar, klassen egentliga insekter, fylumet leddjur och riket djur. Inga underarter finns listade i Catalogue of Life.